# Oosomini
Oosomini es una tribu de insectos coleópteros curculiónidos pertenecientes a la subfamilia Entiminae.

## Géneros
- Barianus – Brachycyclus – Bryochaeta – Catalalus – Chalepoderus – Cladeyterus – Cosmorhinus – Cycliscus – Ellimenistes – Ellimorrhinus – Eurhynchomys – Glyptosomus – Holcolaccus – Neobrachyocyrtus – Neobryocheta – Oosomus – Periderces – Phlyctinus – Piezoderes – Porpacus – Pyctoderes – Rhysoderes – Syntaptocerus